# East Dunseith
East Dunseith és una concentració de població designada pel cens dels Estats Units a l'estat de Dakota del Nord. Segons el cens del 2000 tenia 219 habitants.

## Demografia
Segons el cens del 2000, East Dunseith tenia 219 habitants, 59 habitatges, i 50 famílies. La densitat de població era de 70,5 hab./km².
Dels 59 habitatges en un 67,8% hi vivien nens de menys de 18 anys, en un 23,7% hi vivien parelles casades, en un 55,9% dones solteres, i en un 13,6% no eren unitats familiars. En el 10,2% dels habitatges hi vivien persones soles l'1,7% de les quals corresponia a persones de 65 anys o més que vivien soles. El nombre mitjà de persones vivint en cada habitatge era de 3,71 i el nombre mitjà de persones que vivien en cada família era de 3,8.
Per edats la població es repartia de la següent manera: un 53% tenia menys de 18 anys, un 9,1% entre 18 i 24, un 27,9% entre 25 i 44, un 8,7% de 45 a 60 i un 1,4% 65 anys o més.
L'edat mediana era de 16 anys. Per cada 100 dones de 18 o més anys hi havia 60,9 homes.
La renda mediana per habitatge era de 8.667 $ i la renda mediana per família de 7.083 $. Els homes tenien una renda mediana de 21.250 $ mentre que les dones 13.750 $. La renda per capita de la població era de 3.026 $. Entorn del 85,7% de les famílies i el 86,6% de la població estaven per davall del llindar de pobresa.

## Poblacions més properes
El següent diagrama mostra les poblacions més properes.